# Liste d'allées couvertes en France
Cet article recense de manière non exhaustive les allées couvertes en France.

## Inventaire
| Nom                                                  | Commune                     | Département     | Coordonnées                         | Protection | Image             |
| ---------------------------------------------------- | --------------------------- | --------------- | ----------------------------------- | --- | ----------------- |
| Allée couverte des Déserts                           | Argenteuil                  | Val-d'Oise      | 48° 57′ 08″ N, 2° 16′ 58″ E         | Classé MH (1943) · Notice no PA00079977                                                                                        |                   |
| Allée couverte de la Roche-à-Clet                    | Montreuil-sur-Epte          | Val-d'Oise      | 49° 11′ 00″ N, 1° 41′ 00″ E         | |                   |
| Allée couverte de la Bertinière                      | La Sauvagère                | Orne            | 48° 37′ 31″ N, 0° 26′ 10″ O         | Classé MH (1967) · Notice no PA00110941                                                                                        |                   |
| Dolmen de la Pierre Plate                            | Presles                     | Val-d'Oise      | 49° 06′ 32″ N, 2° 15′ 44″ E         | Classé MH (1932)Notice no PA00080094                                                                                           |                   |
| Dolmen de la Table au diable                         | Passais                     | Orne            | 48° 30′ 39″ N, 0° 46′ 13″ O         | Classé MH (1973)Notice no PA00110882                                                                                           |                   |
| Allée couverte des Cartesières                       | Saint-Symphorien-des-Monts  | Manche          | 48° 32′ 10″ N, 1° 00′ 13″ O         | Classé MH (1977)Notice no PA00110606                                                                                           |                   |
| Allée couverte d'Aizier                              | Aizier                      | Eure            | 49° 25′ 51″ N, 0° 37′ 36″ E         | Inscrit MH (1999)Notice no PA27000031                                                                                          |                   |
| Allée couverte de Dampsmesnil                        | Dampsmesnil                 | Eure            | 49° 10′ 32″ N, 1° 39′ 03″ E         | Classé MH (1907)Notice no PA00099385                                                                                           |                   |
| Allée couverte de Pinterville                        | Pinterville                 | Eure            | 49° 10′ 57″ N, 1° 11′ 27″ E         | Classé MH (1947)Notice no PA00099508                                                                                           |                   |
| Allée couverte de Mauny                              | Mauny                       | Seine-Maritime  | 49° 23′ 18″ N, 0° 54′ 49″ E         | Inscrit MH (1998)Notice no PA76000036                                                                                          |                   |
| Allée couverte de Beaumont                           | Saint-Laurent-sur-Oust      | Morbihan        | 47° 47′ 06″ N, 2° 18′ 40″ O         | |                   |
| Allée couverte du Mougau-Bihan ou Tombeau des Géants | Commana                     | Finistère       | 48° 23′ 59,07″ N, 3° 58′ 00,51″ O   | Classé MH (1909)Notice no PA00089887                                                                                           |                   |
| Allée couverte de Pont-ar-Bleiz                      | Lampaul-Ploudalmézeau       | Finistère       | 48° 34′ 09″ N, 4° 39′ 01″ O         | Classé MH (1940)Notice no PA00090021                                                                                           |                   |
| Le Prieuré                                           | Baud                        | Morbihan        | 47° 50′ 54″ N, 3° 02′ 28″ O         | Classé MH (1971)Notice no PA00091015                                                                                           |                   |
| Allée couverte de Kermeur Bihan                      | Moëlan-sur-Mer              | Morbihan        | 47° 48′ 50″ N, 3° 42′ 01″ O         | Inscrit MH (1982)Notice no PA00090115                                                                                          |                   |
| Roche-aux-Fées                                       | Essé                        | Ille-et-Vilaine | 47° 56′ 11″ N, 1° 24′ 17″ O         | Classé MH (1840)Notice no PA00090553 et Notice no IA00007313                                                                   |                   |
| Maison des Fées                                      | Tressé                      | Ille-et-Vilaine | 48° 28′ 19″ N, 1° 58′ 36″ O         | Classé MH (1888)Notice no IA35015475                                                                                           |                   |
| Four-ès-Feins                                        | Miniac-Morvan               | Ille-et-Vilaine | 48° 29′ 54″ N, 1° 48′ 31″ O         | Classé MH (1965)Notice no PA00090630                                                                                           |                   |
| Tombeau de Merlin                                    | Paimpont                    | Ille-et-Vilaine | 48° 04′ 40,41″ N, 2° 07′ 03,49″ O   | Notice no IA35019371 |                   |
| Allée couverte des Bonnes Dames                      | Saint-Thomas-de-Courceriers | Mayenne         | 48° 15′ 36″ N, 0° 16′ 26″ O         | Inscrit MH (1988)Notice no PA00109613                                                                                          |                   |
| Allée de la Justice                                  | Épône                       | Yvelines        | 48° 58′ 13″ N, 1° 49′ 56″ E         | Classé MH (1889)Notice no PA00087426                                                                                           |                   |
| Cave aux Fées                                        | Brueil-en-Vexin             | Yvelines        | 49° 02′ 09″ N, 1° 48′ 52″ E         | Classé MH (1957)Notice no PA00087386                                                                                           |                   |
| Allée couverte de Giraumont                          | Saint-Marcel                | Ardennes        |                                     | Classé MH (1960)Notice no PA00078502                                                                                           |                   |
| Allée couverte de Saint-Eugène                       | Laure-Minervois             | Aude            |                                     | Classé MH (1931)Notice no PA00102733                                                                                           |                   |
| Allée de la Chaume                                   | La Rochepot                 | Côte-d'Or       |                                     | Classé MH (1910)Notice no PA00112609                                                                                           |                   |
| Allée couverte de Kerguntuil                         | Trégastel                   | Côtes-d'Armor   | 48° 48′ 39,87″ N, 3° 31′ 06,9882″ O | Classé MH (1948)Notice no PA00089691                                                                                           |                   |
| Allée couverte du Tertre de l'église de Plévenon     | Plévenon                    | Côtes-d'Armor   | 48° 39′ 27″ N, 2° 20′ 09″ O         | |                   |
| Allée couverte de la Forge                           | Bretteville-en-Saire        | Manche          | 49° 38′ 48,97″ N, 1° 30′ 36,33″ O   | Classé MH (1889)Notice no PA00110341                                                                                           |                   |
| La Loge-au-Loup                                      | Trédion                     | Morbihan        | 47° 46′ 02,6″ N, 2° 35′ 29,3″ O     | |                   |
| Cimetière aux Anglais                                | Vauréal                     | Val-d'Oise      | 49° 01′ 50,99″ N, 2° 01′ 44,5″ O    | |                   |
| Dolmen Lo Morrel dos Fados                           | Pépieux                     | Aude            | 43° 18′ 45″ N, 2° 40′ 48″ O         | |                   |
| Allée couverte de la Grotte de Sarou                 | Cournols                    | Puy-de-Dôme     | 45° 38′ 29″ N, 3° 02′ 11″ E         | Classé MH (1889)Notice no PA00092089                                                                                           |                   |
| Pierre Turquaise                                     | Saint-Martin-du-Tertre      | Val-d'Oise      | 49° 06′ 20″ N, 2° 18′ 50″ E         | Classé MH (1900)Notice no PA00080198                                                                                           |                   |
| Allée couverte du Bois-Couturier                     | Guiry-en-Vexin              | Val-d'Oise      | 49° 07′ 04″ N, 1° 50′ 38″ E         | Classé MH (1958)Notice no PA00080080                                                                                           |                   |
| La Grande Pierre Couverte                            | Saumur                      | Maine-et-Loire  | 47° 14′ 35″ N, 0° 05′ 41″ O         | Classé MH (1889) Notice no PA00109303, sur la plateforme ouverte du patrimoine, base Mérimée, ministère français de la Culture | Dolmen de Bagneux |
| La Petite Pierre Couverte                            | Saumur                      | Maine-et-Loire  | 47° 14′ 44″ N, 0° 05′ 54″ O         | Classé MH (1889) Notice no PA00109314, sur la plateforme ouverte du patrimoine, base Mérimée, ministère français de la Culture | Dolmen de Bagneux |